# Gnade für Timothy Evans
Gnade für Timothy Evans ist ein Dokumentarfernsehspiel des ZDF von 1969, dem eine wahre Begebenheit aus den Jahren 1949/50 zu Grunde liegt.

## Inhalt
Der geistig zurückgebliebene Analphabet Timothy Evans wird nach einer Selbstanzeige beschuldigt, seine Frau Beryl und die gemeinsame 14 Monate alte Tochter Geraldine getötet zu haben. Zwar widerruft Evans sein Geständnis einige Zeit später und beschuldigt seinen Nachbarn John Christie der Taten, doch nach dem Fund der Leichen gesteht Evans die Taten erneut und muss sich im Old Bailey verantworten. Der von der Anklage als Hauptbelastungszeuge berufene Christie wird von Evans erneut der Morde bezichtigt und wiederum erklärt dieser selber sich für unschuldig. Da das Gericht ihm mittlerweile keinen Glauben mehr schenkt, wird er schließlich zum Tod durch den Strang verurteilt und zwei Monate nach Prozessende hingerichtet.

## Sonstiges
Das Drehbuch entstand nach dem tatsächlichen Fall des Timothy Evans, dessen Verurteilung und Hinrichtung zu einem Justizskandal in Großbritannien führte und die Gegner der Todesstrafe auf den Plan rief, da sich einige Jahre später herausstellte, dass zumindest der Tod von Evans’ Frau auf das Konto seines Nachbarn, des schließlich als Serienmörder entlarvten John Christie ging. In dem Film wird die Gerichtsverhandlung nachgestellt und in Rückblenden die Entstehung der Morde gezeigt, ferner die Rehabilitierung Evans’.
Die Presse lobte die Verfilmung, insbesondere die Leistung Friedrich Georg Beckhaus', der „eine überragende Studie des Massenmörders ablieferte“.
Eine weitere Verfilmung des Stoffes folgte 1971 unter dem Titel John Christie, der Frauenwürger von London (10 Rillington Place) mit Richard Attenborough als John Christie und John Hurt als Timothy Evans.